# Stilleven met vis
Stilleven met vis werd vervaardigd door de Antwerpse schilderes Clara Peeters. Op stilistische gronden wordt het gedateerd vóór 1620. De huidige bewaarinstelling, het Koninklijk Museum voor Schone Kunsten Antwerpen, kocht het in 1905 te Nieuwkerken-Waas van schilder Jozef Van Snick.

## Context
Marktkramen, al dan niet met vis, werden vanaf de tweede helft van de zestiende eeuw een geliefkoosd onderwerp van schilders in de Nederlanden. Rond de eeuwwisseling (ca. 1600) groeide uit het markttafereel het zelfstandig stilleven. Misschien wel de belangrijkste vertegenwoordig(st)er hiervan was Clara Peeters. Ook schilders als Peter Binoit (? – 1632), Pieter Claesz (1597/8 – 1660) en Georg Flegel (1563 – 1638) waren het onderwerp genegen.

### Biografie
Omdat Clara Peeters een vrij veel gebruikte naam in het zeventiende-eeuwse Antwerpen was, bestaat er veel onduidelijkheid omtrent het leven van de kunstenares. Greindl vond in de doopregisters van de Antwerpse Sint-Walburgiskerk een zekere Clara Peeters, dochter van Jan Peeters en Elisabeth Vleuterinck (?). Zij werd geboren op 15 mei 1594. Rekening houdend met de data van enkele vroege schilderijen van de kunstenares (1607 en 1612) lijkt deze geboortedatum echter onwaarschijnlijk. Het zou namelijk betekenen dat zij reeds op veertienjarige leeftijd als zelfstandig schilder gewerkt zou hebben. Dezelfde kerkarchieven vermelden ook het huwelijk van Clara Peeters met Hendrick Joossen. Dat voltrok zich op 31 mei 1639, maar ook hier is het niet zeker of het wel degelijk om de schilderes van Stilleven met vis gaat. Haar inschrijving in de ledenlijsten van de Sint-Lucasgilde ontbreekt daarnaast ook. Bredius beweert dat zij in 1612 in Amsterdam en een jaar later in Den Haag verbleef, maar deze uitspraken zijn niet gefundeerd op (bewaard gebleven) bronnen. Met betrekking tot haar overlijden tasten historici volledig in het duister.
Kunstwetenschappers beschouwen Peeters als de grondlegger van het stilleven-genre. Haar vroegst gesigneerde werken (1607-11) wijzen haar namelijk aan als de eerste schilder van vis- en vogelstillevens. Kunsthistoricus Henri Hymans schreef: "Clara [Peeters] is een kunstenaar van het hoogste niveau, wier werken niet overtroffen werden door andere vertegenwoordigers van het genre dat zij beoefende". Als schilderes van stillevens bleek ze reeds bij het toenmalige cliënteel succes gehad te hebben. De vele kopieën en vervalsingen van haar werk zijn hier een indicatie van. Zoals gebruikelijk bij stillevens, vermeed ook Peeters overlappingen in haar compositie. Ze streefde naar een harmonische compactheid, geaccentueerd door een relatief gedempt coloriet. Clara Peeters schilderde niet enkel visstillevens. Ze schilderde vruchten-, dessert- en gemengde maaltijdstillevens met siervoorwerpen, bloemenvazen en wijnglazen. Meer dan eens voegde ze ook pluimvee, soepborden, krakelingen en lettergebak toe aan haar composities.
De overgeleverde schilderijen van haar hand beslaan de periode 1607-1657. Reeds aan het begin van haar carrière in 1611 nam zij afstand van de stillevens in vogelperspectief. Het werk uit dat jaar was haar vroegste visstilleven, dat nu in Madrid bewaard wordt. In 1612 vervaardigde ze een stilleven met sierbekers, gouden ketting, munten en bloemenvaas. Het bevindt zich vandaag in de Staatliche Kunsthalle Karlsruhe en herinnert aan de jongere stillevens van Jan Brueghel de Oudere.
Kunsthistorici vermoeden dat Peeters enige tijd in Holland verbleef. Zij baseren zich voor deze hypothese op enkele stillevens met Hollands karakter en monogram CP. Hoewel het ook op Pieter Claesz zou kunnen slaan, schreven kunsthistorici het monogram toch aan Peeters toe. De toeschrijving van een stilleven uit de collectie van aartshertog Leopold Wilhelm, van de hand van een Hollandse vrouwelijke schilder, aan Peeters is fout. Onderzoek heeft uiteindelijk uitgemaakt dat het gaat om een werk van Maria van Oosterwyck in nog bestaande Weense collectie.

## Beschrijving
Centraal schilderde Peeters een karper en een snoek in een terracotta vergiet. Rechts bracht ze enkele gerookte vissen, garnalen en oesters aan en links enkele rivierkreeftjes.
Haar stijl is vergelijkbaar met die van Osias Beert I, haar mogelijke leermeester. Haar talent blijkt uit het feit dat ze alleen al in Stilleven met vis diverse technieken hanteerde. Zo schilderde ze de karper aan de hand van zeer dunne verflagen, wat in een glad, glazig oppervlak resulteert. Doordat ze zo weinig verf gebruikte, is voor een deel de kleur van de grondering zichtbaar is. Voor de kreeftjes daarentegen gebruikte ze pasteuze, dikke verflagen. Daarop bracht ze scherpe, pasteuze hooglichtjes aan die als kleine bobbeltjes op de verf liggen en het oppervlak een prachtige structuur geven. Bij de reflectie van de kreeftjes in de tinnen schaal gebruikte ze opnieuw een andere techniek. Hier liet ze de tonen zacht in elkaar over vloeien. Het lijkt bijna alsof ze de verschillende kleuren nat door elkaar wreef. Deze combinatie van technieken had een opmerkelijk driedimensionaal effect te gevolge.

### Signatuur en datering
Uitgaand van de stijl en compositie van Stilleven met vis, dateren kunsthistorici het werk rond of voor 1620. Het National Museum of Women in the Arts in Washington is in het bezit van een vergelijkbaar stilleven van Peeters. Het heeft hetzelfde onderwerp met terracottavergiet, snoek, gerookte vissen en kleinere garnalen en oesters op tafel. Daar schilderde Peeters ook een kat en vulde ze het vergiet overvloedig, de rivierkreeftjes liet ze wel weg. Beide werken vertonen overeenkomsten qua stijl en compositie met andere werken uit de periode 1620, wat deze datering logisch maakt. In vergelijking met vroegere vogelperspectiefwerken ging Peeters uit van een lager gezichtspunt en was haar kleurenpalet eerder monochroom.
In de linkeronderhoek zijn twee signaturen (CLARA. P) te onderscheiden. Het gaat om een ‘pentimento’, of een verandering van de kunstenaar tijdens het schildersproces. Waarschijnlijk bracht Peeters eerst het eerste signatuur aan, maar werd dat grotendeels bedekt toen ze de tafel verlaagde. Dat verklaart de aanwezigheid van het tweede signatuur.

### Restauratie
Oude restauraties hadden Stilleven met vis sterk veranderd. De verflaag was bedekt met meerdere vergeelde vernislagen. Deze waren zeer storend, daar ze het werk een veel warmere toon gaven dan feitelijk de bedoeling was. Vooral de koele grijze tint die Peeters gebruikte om de tinnen schaal weer te geven, was in een warme gele kleur veranderd. Dat had tot gevolg dat het materiaal nauwelijks herkenbaar was geworden. De vernislagen hadden ook tot gevolg dat kleine nuances in kleur verloren gingen, net zoals de plasticiteit, dieptewerking en de levendige oppervlaktestructuur van het werk.
Bovendien werd in de loop der tijd ook het formaat van het schilderij gewijzigd. De compositie was veel ruimer geworden dan Peeters oorspronkelijk bedoelde, omdat restauratoren in het verleden een latje van drie centimeter aan de bovenkant van het werk bevestigden. De restauratoren van het Koninklijk Museum voor Schone Kunsten Antwerpen konden dit afleiden omdat aan de achterkant van het werk bossing (afgeschuinde rand) te zien is. Het afschuinen van randen was een veelvoorkomend gebruik en werd gedaan om het paneel makkelijker te kunnen inlijsten. De afgeschuinde rand is meestal een bewijs van het oorspronkelijke formaat aan de betrokken zijde. Stilleven met vis heeft aan de onderkant geen bossing. Dat is waarschijnlijk niet omdat het paneel daar verkleind is, maar eerder omdat de planken uit de boom gespleten in plaats van gezaagd werden. Bij het splijten ontstond er automatisch een wigvorm waardoor bossing onnodig werd.
De afmetingen van andere panelen van Clara Peeters ondersteunen de hypothese dat Stilleven met vis in de loop der tijd vergroot werd. Het formaat van dertien andere, bijna alle gesigneerde, schilderijen komt overeen met Stilleven met vis zonder het latje van drie centimeter. Dat was een standaardformaat dat zowel staand als liggend gebruikt kon worden. Waarom men het paneel uit het Koninklijk Museum voor Schone Kunsten Antwerpen vergrootte, is een raadsel. Mogelijk was het een kwestie van smaak die niet overeenstemde met die van de kunstenares zelf. Om het extra stuk aan te laten sluiten bij de rest van het paneel moest het niveauverschil tussen beide delen verkleind worden. Dat bereikten de oude ‘restauratoren’ door grote vullingen over de originele verflaag te smeren. Kleurverschillen vermeden ze door zowel het latje als de rest van het oorspronkelijke paneel te overschilderen. Dat zorgde ervoor dat de oorspronkelijke kleur en structuur ondergestopt werd.
Het doel van de Antwerpse restauratoren was om bovenstaande veranderingen teniet te doen en het schilderij in zijn oorspronkelijke staat te herstellen. Ze verwijderden daarom de gele vernislagen. Zo konden ze Peeters’ verftechniek opnieuw zien. Door de vernislaag en overschildering was dat voorheen onmogelijk. Ze ontdekte dat Peeters optimaal gebruik maakte van de mogelijkheden die olieverf biedt. Ze gebruikte verschillende technieken, die in de beschrijving van het werk hierboven al aangehaald zijn.
De restauratoren slaagden er niet in de talrijke vullingen en overschildering veilig op te lossen. Ze moesten mechanisch verwijderd worden door ze, onder de stereomicroscoop, voorzichtig met een scalpel van het oppervlak af te krabben. Deze tijdrovende bezigheid bracht uiteindelijk grote delen van de originele verflaag aan het oppervlak. Deze was helaas sterk beschadigd door de lage concentratie loodwit. Dat was het meest gebruikte witte pigment, iets wat tevens het werk verstevigde. Door het gebrek aan loodwit werden de donkere partijen door oplosmiddelen aangetast en in het verleden vaak 'verpoetst' bij onvoorzichtige reinigingen. Lacunes in de achtergrond werden daarom geretoucheerd bij de laatste restauratie.
De formaatwijziging die de compositie beïnvloedde, werd opgelost door de lijst in plaats van het paneel aan te passen. Men opteerde voor een getrapte vlakke bodem lijst, waarvan het profiel gangbaar was ten tijde van het ontstaan van Stilleven met vis. De sponning van de nieuwe lijst werd bovenaan aangepast zodat het extra aangezette paneeltje onzichtbaar werd. Zo konden de restauratoren Peeters’ oorspronkelijke compositie opnieuw reconstrueren zonder het schilderij ingrijpend te veranderen of beschadigen. Bovendien bleef op die manier de restauratiegeschiedenis behouden.

## Referentielijst
A.J.J. Delen, in Koninklijk Museum voor Schone Kunsten - Antwerpen. Beschrijvende Catalogus. I. Oude meesters, 1948, p. 211
1. 1 2  Nico Van Hout, in Los grandes maestros de la pintura flamenca en el siglo de Rubens. Obras de la colección del Koninklijk Museum voor Schone Kunsten de Amberes, 2002, p. 139.
2. ↑  Koninklijk Muzeum van Schoone Kunsten. Beschrijvend Catalogus. I. Oude meesters, 1905, p. 232.
3. 1 2 3  Sofie Van Loo, in Het Museumboek. Hoogtepunten uit de verzameling, 2003, p. 108.
4. ↑  Sofie Van Loo, in Het Museumboek. Hoogtepunten uit de verzameling, 2003, p. 108; Lizet Klaasen in Museumkrant K.M.S.K.A. van oktober 1999.
5. ↑  Lizet Klaasen in Museumkrant K.M.S.K.A. van oktober 1999; Elck zijn waerom. Vrouwelijke kunstenaars in België en Nederland, 1500-1950, tentoonstellingscatalogus, 17 oktober 1999 tot 16 januari 2000, Koninklijk Museum voor Schone Kunsten Antwerpen.
6. ↑  Sofie Van Loo, Museumboek ; Nico Van Hout in bezoekersgids Het Gulden Cabinet. Koninklijk Museum bij Rockox te gast, 2013, p. 33; Koninklijk Muzeum van Schoone Kunsten. Beschrijvend Catalogus. I. Oude meesters, 1905, p. 232; Lizet Klaasen in Museumkrant K.M.S.K.A. van oktober 1999.
7. 1 2 3 4 5  Lizet Klaasen in Museumkrant K.M.S.K.A. van oktober 1999.
8. ↑  Lizet Klaasen in Museumkrant K.M.S.K.A. van oktober 1999; J. Wadum, 'Historical Overview of Panel-Making Techniques in the Northern Countries', in: The structural Conservation of Panel Paintings, Proceedings of a symposium at the J. Paul Getty Museum, April 1995, p. 160.
9. ↑  Elck zijn waerom. Vrouwelijke kunstenaars in België en Nederland, 1500-1950, tentoonstellingscatalogus, 17 oktober 1999 tot 16 januari 2000, Koninklijk Museum voor Schone Kunsten Antwerpen.
10. ↑  Prijst de Lijst. De Hollandse schilderijlijst in de zeventiende eeuw, tentoonstellingscatalogus, 6 april 1984 - 1 juli 1984, Rijksmuseum Amsterdam, p. 140-141.